# Bruno Heck
Bruno Heck (ur. 20 stycznia 1917 w Aalen, zm. 16 września 1989 w Blaubeuren) – niemiecki filolog i polityk, deputowany do Bundestagu, federalny minister rodziny i młodzieży (1962-1968), sekretarz generalny CDU (1966-1971), przewodniczący Fundacji Konrada Adenauera (1968-1989).

## Życiorys
Bruno Heck urodził się w rodzinie ogrodnika Josef Heck (1884-1973) i jego żony Magdalene Ernst (1885-1964). Uczył się w gimnazjach w Ellwagen i Rottweil. Następnie od 1936 roku studiował teologię i filozofię na Uniwersytecie w Tybindze. 
W 1938 roku musiał przerwać naukę ze względu na powołanie do wojska - został skierowany do oddziału łączności lotniczej w okolicach Augsburga. W 1940 roku wysłany na front do Francji, a po 1941 na froncie wschodnim oraz w Grecji i Jugosławii. W 1943 został ciężko ranny w wypadku samolotu wojskowego, a w 1945 był krótko internowany przez Amerykanów w okolicy Starnbergu.

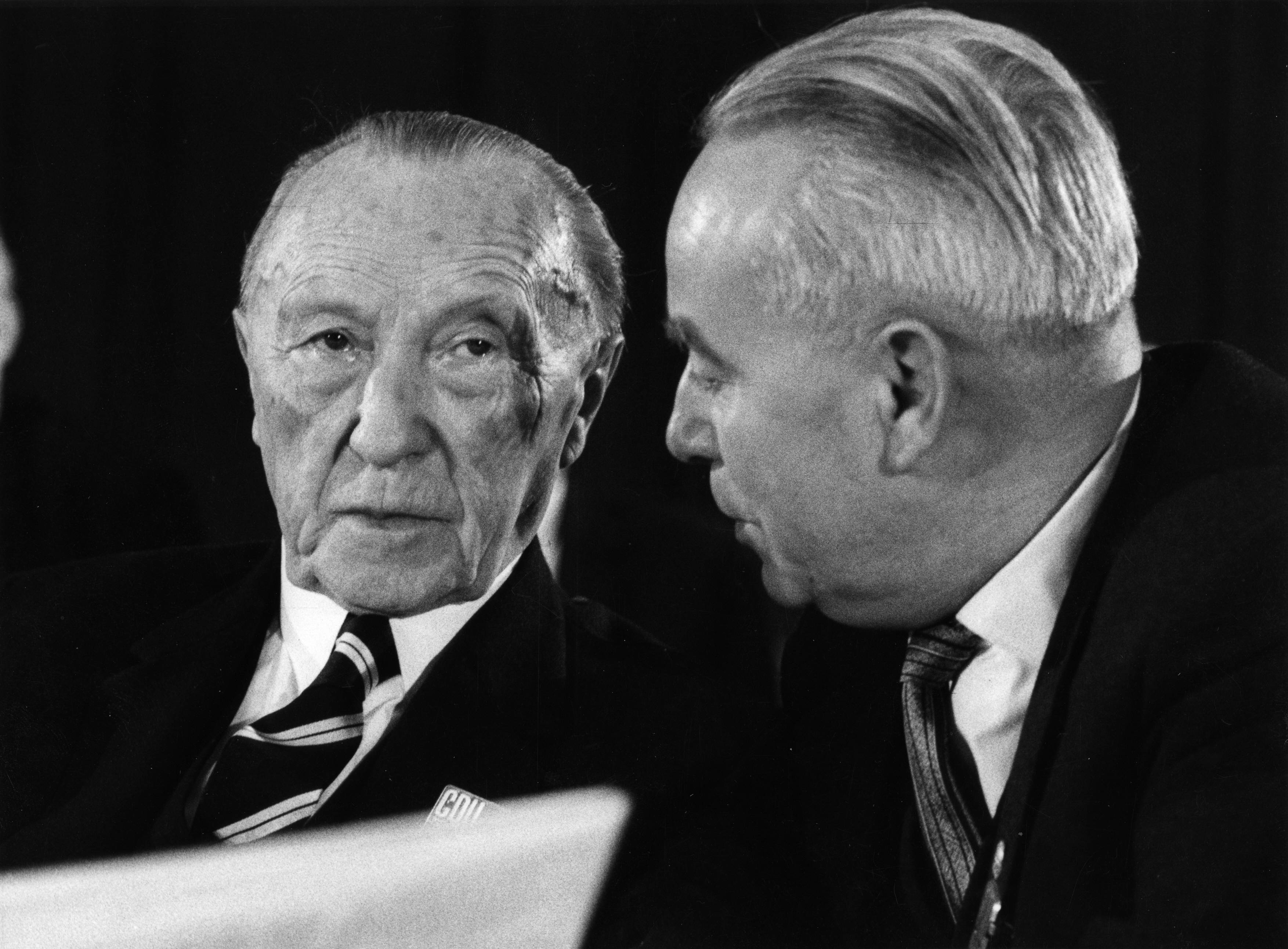
Konrad Adenauer i Bruno Heck (1966)

W latach 1945–1948 studiował filologię klasyczną oraz historię na Uniwersytecie w Tybindze, a w 1950 roku obronił doktorat. 
W 1946 wstąpił do Unii Chrześcijańsko-Demokratycznej. Od 1950 do 1952 roku był radcą rządowym w ministerstwie kultury Wirtembergii-Hohenzollern, a w latach 1952-1958 pełnił na szczeblu federalnym funkcję dyrektora zarządzającego CDU (niem. Bundesgeschäftsführer). W 1957 po raz pierwszy wybrany do Bundestagu, zasiadał w nim nieprzerwanie do 1976. W 1961 roku stanął na czele zarządu Deutsche Welle. Od 1962 do 1968 minister rodziny w piątym rządzie Konrada Adenauera oraz w pierwszym i drugim rządzie Ludwiga Erharda. Utrzymał funkcję także w rządzie Kurta Georga Kiesingera. Po odejściu z rządu został przewodniczącym Fundacji Konrada Adenauera.
Zmarł w wieku 72 lat z powodu niewydolności serca. Spoczywa na cmentarzu w Rotweil.

## Życie prywatne
Jego żoną od 1943 była Gertrud Mattes. Para miała sześcioro dzieci. 

## Odznaczenia i wyróżnienia
Odznaczony Orderem Cisneros (1964), Orderem Infanta Henryka (1968),  Wielkim Krzyżem Zasługi Orderu Zasługi Republiki Federalnej Niemiec (1987), a także Odznaką Honorową za Zasługi dla Republiki Austrii (1988).